# Антон Дончев
 Тази статия е за писателя.  За художника резбар вижте Антон Дончев (скулптор).  
Антон Николов Дончев е български писател. От 2003 г. е академик на БАН. Известен е с романа си „Време разделно“.

## Биография

### Ранни години
Роден е на 14 септември 1930 г. в Бургас. Завършва гимназия в Търново през 1948 г. и право в Софийския университет през 1953 г.  Отказва се от престижния пост на великотърновски съдия и се заема с писане.

### Политическа дейност
Антон Дончев е съучредител на комитет „Съзидание“, състоящ се от приближени до БКП до 10 ноември 1989 г., а понастоящем – до БСП и президента Георги Първанов, писатели, издатели и спортни дейци.

### Личен живот
Антон Дончев е женен за шахматистката Евелина Троянска до смъртта ѝ през 2000 г. Антон Дончев се жени втори път на 79 години за 64-годишната Райна Василева, преди това журналистка от БНР.

## Творчество
Първият му самостоятелен роман „Сказание за времето на Самуила, за Самуил и брата му Арон, за синовете им Радомир и Владислав, за селяка Житан и старейшината Горазд Мъдрия, и за много други хора, живели преди нас“, е публикуван през 1961 г. Неговата втора книга „Време разделно“, разглеждаща насилствената ислямизация и турцизация, довели до ислямизиране на значителни маси българско християнско население в Родопите през XVІІ в., е написана през 1964 г. само за 41 дни (по свидетелства на самия автор), с този роман писателят става известен. Романът е превеждан и издаван в чужбина. Получава номинация в САЩ от фондацията „Джейн и Ървинг Стоун“ за най-добър исторически роман [необходимо е уточнение]. Романът е екранизиран (филмът „Време разделно“ е в две части с подзаглавия „Заплахата“ и „Насилието“) през 1987 г. от режисьора Людмил Стайков. През месец юни 2015 г. „Време разделно“ е избран за най-любим филм на българските зрители в „Лачените обувки на българското кино“, мащабно допитване до аудиторията на Българската национална телевизия. 

### Скандали
В редица съвременни източници се сочи, че „Време разделно“ е поръчан от комунистическия режим като част от пропагандната кампания в подкрепа на насилствените преименувания на български турци и помаци през 60-те години на 20-и век, което се повтаря по-късно с филмирането на романа през 80-те години на 20-и век в подкрепа на т.нар. „възродителен процес“.
В края на 2013 г. писателят лично отговаря на нападките и отрича романът да му е бил поръчван от когото и да било, като уточнява и че е писан по документирани исторически събития. Някои медии обаче твърдят, че събитията, които романът пресъздава, се базират на недействителни исторически документи.
В интернет пространството се появяват твърдения, без доказателства, че автор на романа "Време разделно" може да е Фани Попова-Мутафова. Основания за тези твърдения са публикуваните посмъртно „Дневници“ на писателя Йордан Вълчев, където той споменава, че след смъртта на Фани Попова Мутафова са тръгнали слухове за горното. Доказателства за тези слухове, обаче няма.  

## Предложения за Нобелова награда
Нобеловият комитет публикува сведения за номинираните за Нобелова награда за литература 50 години след връчването на наградата, а в публикуваните по около 80 кандидати за 1964 и 1965 година името на Антон Дончев не присъства.
Данни за номинирането на Антон Дончев от "квалифицирани номинатори" от тогава насам също не съществуват.

## Смърт
Антон Дончев умира на 92 години на 20 октомври 2022 г. в реанимацията на ВМА София, след прекарано сърдечно заболяване.

## Филмография
- „Време на насилие“ (1988)
- „Милионите на Привалов“ (1983)
- „Завръщане от Рим“ (1976)
- „От другата страна на огледалото“ (1977)
- „Изгори, за да светиш“ (1976)
- „Глутницата“ (1972)
- „Калоян“ (1963)

## Награди и отличия
- През 1999 г. за романа си „Странният рицар на свещената книга“ Дончев получава наградата за балканска литература „Балканика“.
- През 2001 г. е удостоен с орден „Стара планина“ първа степен.[18]
- През декември 2004 г. ректорът на Софийския университет Боян Биолчев му връчва Голямата награда за литература и почетния знак на синя лента.[19]
- Носител на Националната литературна награда „Йордан Йовков“ за 2005 г.
- Доктор хонорис кауза на СВУБИТ (17 май 2005 г.)[20].
- Орден „Св. св. Кирил и Методий“ (15 септември 2010) – огърлие за значими постижения в културата и в чест на неговата 80-годишнина[21]
- Доктор хонорис кауза на Бургаския свободен университет (с протокол №5 от 19 ноември 2010 г.)[22][23]
- През 2014 г. е удостоен и с Държавната награда „Св. Паисий Хилендарски“.[24]